# اکوپه-زودجی
اکوپه-زودجی (به لاتین: Akoupé-Zeudji) یک منطقهٔ مسکونی در ساحل عاج است که در Lagunes Region واقع شده‌است.